# ناره هایکازیان
ناره آشوتی هایکازیان (ارمنی: Նարե Աշոտի Հայկազյան؛ انگلیسی: Nare Haykazyan؛ ۱۷ سپتامبر ۱۹۶۹) یک بازیگر و نقاش اهل ارمنستان بود. وی از سال میلادی تا کنون فعالیت می‌کند.

## زندگی‌نامه
وی در ۱۷ سپتامبر ۱۹۶۹ در ایروان از والدینی به نام‌های آشوت هایکازیان و ژولیت ماتینیان به دنیا آمد وی از انستیتو دولتی هنری و نمایشی ایروان فارغ‌التحصیل شد. وی همچنین برندهٔ جوایزی همچون جوایز آرتاوازد (۲۰۰۳) شده است.

## یادداشت
1. ↑  Աշոտ Հայկազյան
2. ↑  ՀԹԳՄ «Արտավազդ» մրցանակ